# Тамара Анђелина Дукина
Тамара Анђел Комнин (грч. Θαμαρ Αγγελινα Κομνηνη; умрла око 1311. године) била је кнегиња супруга Тарента кроз брак са кнезом Филипом I Анжујским.

## Живот
Тамара је била ћерка деспота Нићифора I Комнина Дуке од Епирске деспотовине и његове друге супруге деспине Ане Палеолог Кантакузин, сестричине византијског цара Михаила VIII Палеолога. Била је једно од петоро браће и сестара. Њена старија полусестра била је Катарина, жена инфанта Фадрикеа од Кастиље. Такође је имала три млађа брата и сестру: Михаило је умро пре него што је постао деспот; Тома I Комнин Дука, који ће и сам постати деспот након очеве смрти; и Марија, која се удала за грофа Јована I Орсинија од Кефалоније (1304–1317).

### Брак
Тамарина мајка је желела да залечи раздор између Епира и Византијског царства. Да би поново спојила Епир са Царством, деспина Ана је желела да уда Тамару за цара Михаила IX, сина и савладара цара Андроника II Палеолога. Цар Андроник II је ту идеју одбацио и Црква је сматрала неканонском јер су њих двоје били рођаци.
Пошто је Анин план пропао, Тамарин отац деспот Нићифор I је покушао да ојача своју независност од Константинопоља тако што се удружио са напуљском династијом Анжујаца. Напуљски краљ Карло II већ је предложио брачну заједницу између њихове две династије, и након дугих преговора, деспот Нићифор I је дошао до споразума по коме ће се Тамара удати за Карловог четвртог сина принца Филипа I од Тарента.
Услови за брачни савез били су да ће њен мираз дати кнезу Филипу I исти положај у Епиру који је краљ Манфред од Сицилије стекао браком са Тамарином тетком Хеленом Анђел Дука пре 35 година. Такође је обећано да ће Тамара свом мужу донети годишњу суму од 100.000 хиперпира и четири замка која се налазе на југу Епира. Кнез Филип I и принцеза Тамара су такође требали да наследе Епир након Нићифорове смрти. Због умешаности њене мајке у споразум, принцези Тамари је дозвољено да задржи своју православну веру.
Венчање је одржано у Л'Аквили у Абруцу у августу 1294. године.

### Кнегиња Тарента
Тамарин брак није био срећан. Пет година након њиховог венчања њеног мужа су ухватили и затворили Арагонци. Заложила је своју круну, а такође је молила новац од своје породице у Епиру да плати откуп за његово ослобађање. Видела га је тек 1302. године. У Таренту је била под притиском да се асимилује на латинске обичаје. Упркос обећањима датим у време удаје, била је принуђена да постане католкиња под именом Катарина (Катерина). Однос између супружника додатно се погоршао када су се појавиле потешкоће између Анжујаца и Епира, који је наследио Тамарин млади брат деспот Тома I.

### Развод и смрт
Кнез Филип I је сумњао да је његова супруга деловала у интересу своје породице у односу на његов током двогодишњег сукоба који је беснео између Анжујаца и Епира, упркос чињеници да је она заложила остатак свог накита како би му помогла да плати војни напор. Неповерљив према кнегињи Тамари, кнез Филип I је одлучио да се разведе од ње и 1309. године, је оптужио да је починила прељубу. Била је приморана да призна да је спавала са најмање четрдесет лордова његовог двора и да је успоставила посебан однос са Бартоломеом Сигинулфом, великим коморником Тарента. Након што је брак раскинут, кнез Филип I је узео нову жену, Катарину II од Валоа, титуларну царицу Цариграда. Тамара је постала изопштеник, поставши монахиња или ју је бивши муж затворио. У оба случаја, умрла је недуго затим 1311. године.

## Деца
Кнегиња Тамара и кнез Филип I Тарентски су имали шесторо деце:
- Карло (1296–1315), викар Романије, погинуо у бици код Монтекатинија.
- Жана (1297–1317), удата за Ошина од Јерменије, а затим за Ошина од Корикоса
- Филип (1300–1330), деспот Романије.
- Марија (1302/04-1368), игуманија од Конверсана.
- Беатрис (1305–1340), удата за Валтера VI од Бријена, титуларног војводу од Атине.
- Бјанка (1309–1337), удата за инфанта Рамона Беренгера од Арагона, грофа од Прада.